# Björn Ferry
Björn Lars Johannes Erik Ferry (ur. 1 sierpnia 1978 w Stensele) – szwedzki biathlonista, mistrz olimpijski i trzykrotny medalista mistrzostw świata.

## Kariera
W Pucharze Świata zadebiutował 6 grudnia 2001 roku w Hochfilzen, zajmując 35. miejsce w sprincie. Pierwsze punkty (w sezonach 2000/2001 – 2007/2008 punktowało 30. najlepszych zawodników) wywalczył 13 grudnia 2001 roku w Pokljuce, zajmując 11. miejsce w biegu indywidualnym. Na podium zawodów tego cyklu po raz pierwszy stanął 11 lutego 2005 roku w Pragelato, kończąc rywalizację w sprincie na drugiej pozycji. Rozdzielił tam Rosjanina Siergieja Rożkowa oraz Alaksandra Symana z Białorusi. W kolejnych startach jeszcze 21 razy stawał na podium, odnosząc przy tym siedem zwycięstw: 19 stycznia 2008 roku i 24 stycznia 2009 roku w Anterselvie, 16 lutego 2010 roku w Whistler i 16 stycznia 2011 roku w Ruhpolding wygrywał biegi pościgowe, 18 grudnia 2010 roku i 6 marca 2014 roku w Pokljuce był najlepszy w sprintach, a 9 marca 2014 roku w tej samej miejscowości triumfował w biegu masowym. Ostatnie pucharowe podium wywalczył 22 marca 2014 roku w Oslo, zajmując drugie miejsce w biegu pościgowym. Najlepsze wyniki osiągnął w sezonie 2007/2008, kiedy zajął szóste miejsce w klasyfikacji generalnej i trzecie w klasyfikacji biegu pościgowego. Ponadto w sezonie 2006/2007 był drugi w klasyfikacji sprintu.
Pierwszy medal w karierze wywalczył podczas mistrzostw świata w Anterselvie w 2007 roku, gdzie wspólnie z Heleną Jonsson, Anną Carin Zidek i Carlem Johanem Bergmanem zwyciężył w sztafecie mieszanej. Był to pierwszy w historii medal dla Szwecji w tej konkurencji. W startach indywidualnych najlepszy wynik osiągnął w sprincie, który ukończył na czwartej pozycji. Walkę o podium przegrał tam z Andrijem Deryzemlą z Ukrainy o 8,6 sekundy. W sztafecie mieszanej reprezentacja Szwecji w tym samym składzie zdobyła też brązowy medal podczas mistrzostw świata w Chanty-Mansyjsku. Swój ostatni medal wywalczył na mistrzostwach świata w Ruhpolding w 2012 roku, gdzie był drugi w biegu masowym. Uplasował się tam za Francuzem Martinem Fourcade'em a przed swym rodakiem - Fredrikiem Lindströmem. Był też między innymi piąty w biegu indywidualnym podczas mistrzostw świata w Chanty-Mansyjsku w 2011 roku i rozgrywanych dwa lata później mistrzostw świata w Novym Měscie.
W 2002 roku wystąpił na igrzyskach olimpijskich w Salt Lake City, gdzie zajął między innymi 17. miejsce w sprincie i 14. miejsce w sztafecie. Na rozgrywanych cztery lata później igrzyskach w Turynie razem z kolegami z reprezentacji był czwarty w sztafecie. Indywidualnie najwyższą lokatę wywalczył w sprincie, który ukończył na trzynastej pozycji. Największy sukces w karierze osiągnął na igrzyskach olimpijskich w Vancouver w 2010 roku, wygrywając bieg pościgowy. Wyprzedził tam na podium Austriaka Christopha Sumanna i Francuza Vincenta Jay. Był to pierwszy w historii złoty medal olimpijski dla Szwecji w tej konkurencji. Blisko kolejnego podium był w sztafecie, w której Szwedzi ponownie zajęli czwarte miejsce. Brał też udział w igrzyskach olimpijskich w Soczi w 2014 roku, zajmując między innymi 12. miejsce w biegu indywidualnym i starcie masowym oraz dziesiąte miejsce w sztafecie.
W 2014 roku zakończył karierę.

## Osiągnięcia

### Zimowe igrzyska olimpijskie
| Rok  | Miejscowość    | Konkurencje | Konkurencje | Konkurencje | Konkurencje | Konkurencje | Konkurencje | Konkurencje |
| Rok  | Miejscowość    | IN          | SP          | PU          | MS          | RL          | MR          | SR          |
| ---- | -------------- | ----------- | ----------- | ----------- | ----------- | ----------- | ----------- | ----------- |
| 2002 | Salt Lake City | 38.         | 17.         | 24.         | nd.         | 14.         | nd.         | –           |
| 2006 | Turyn          | 28.         | 13.         | 25.         | 18.         | 4.          | nd.         | –           |
| 2010 | Vancouver      | 42.         | 8.          | 1.          | 12.         | 4.          | nd.         | –           |
| 2014 | Soczi          | 12.         | 25.         | 30.         | 12.         | 10.         | nd.         | –           |

### Mistrzostwa świata
| Rok  | Miejscowość     | Konkurencje | Konkurencje | Konkurencje | Konkurencje | Konkurencje | Konkurencje | Konkurencje |
| Rok  | Miejscowość     | IN          | SP          | PU          | MS          | RL          | MR          | SR          |
| ---- | --------------- | ----------- | ----------- | ----------- | ----------- | ----------- | ----------- | ----------- |
| 2002 | Oslo            | nd.         | nd.         | nd.         | 28.         | nd.         | nd.         | –           |
| 2003 | Chanty-Mansyjsk | 32.         | 43.         | 36.         | –           | 7.          | nd.         | –           |
| 2004 | Oberhof         | 31.         | DNF         | –           | –           | 6.          | nd.         | –           |
| 2005 | Hochfilzen      | 52.         | 17.         | 16.         | 18.         | 7.          | nd.         | –           |
| 2005 | Chanty-Mansyjsk | nd.         | nd.         | nd.         | nd.         | nd.         | 13.         | –           |
| 2007 | Anterselva      | 14.         | 4.          | 22.         | 15.         | 7.          | 1.          | –           |
| 2008 | Östersund       | 27.         | 15.         | 18.         | 9.          | 6.          | 4.          | –           |
| 2009 | Pjongczang      | –           | 40.         | 31.         | –           | 9.          | –           | –           |
| 2010 | Chanty-Mansyjsk | nd.         | nd.         | nd.         | nd.         | nd.         | 3.          | –           |
| 2011 | Chanty-Mansyjsk | 5.          | 23.         | 10.         | 27.         | 4.          | 4.          | –           |
| 2012 | Ruhpolding      | 48.         | 7.          | 11.         | 2.          | 16.         | 4.          | –           |
| 2013 | Nové Město      | 5.          | 13.         | 9.          | 8.          | 11.         | 13.         | –           |

### Puchar Świata

#### Miejsca w klasyfikacji generalnej
| Sezon     | Miejsce |
| --------- | ------- |
| 2001/2002 | 36.     |
| 2002/2003 | 56.     |
| 2003/2004 | 45.     |
| 2004/2005 | 21.     |
| 2005/2006 | 25.     |
| 2006/2007 | 7.      |
| 2007/2008 | 6.      |
| 2008/2009 | 9.      |
| 2009/2010 | 16.     |
| 2010/2011 | 7.      |
| 2011/2012 | 15.     |
| 2012/2013 | 19.     |
| 2013/2014 | 8.      |

#### Zwycięstwa w zawodach
| Lp. | Dzień       | Rok  | Miejscowość | Konkurencja               | Pudła   | Czas biegu | Przypisy |
| --- | ----------- | ---- | ----------- | ------------------------- | ------- | ---------- | -------- |
| 1.  | 19 stycznia | 2008 | Anterselva  | Bieg pościgowy na 12,5 km | 1+0+0+0 | 32:46,6    | –        |
| 2.  | 24 stycznia | 2009 | Anterselva  | Bieg pościgowy na 12,5 km | 0+0+1+0 | 33:19,4    | –        |
| 3.  | 16 lutego   | 2010 | Whistler    | Bieg pościgowy na 12,5 km | 0+0+0+1 | 33:38,4    | IO       |
| 4.  | 18 grudnia  | 2010 | Pokljuka    | Sprint na 10 km           | 0+0     | 27:25,9    | –        |
| 5.  | 16 stycznia | 2011 | Ruhpolding  | Bieg pościgowy na 12,5 km | 0+0+0+0 | 31:56,6    | –        |
| 6.  | 6 marca     | 2014 | Pokljuka    | Sprint na 10 km           | 0+1     | 25:03,5    | –        |
| 7.  | 9 marca     | 2014 | Pokljuka    | Bieg masowy na 15 km      | 0+0+0+0 | 35:19,3    | –        |

#### Miejsca na podium chronologicznie
| Lp. | Dzień       | Rok  | Miejscowość        | Konkurencja                | Lokata | Pudła   | Czas biegu | Strata  | Zwycięzca            |
| --- | ----------- | ---- | ------------------ | -------------------------- | ------ | ------- | ---------- | ------- | -------------------- |
| 1.  | 11 lutego   | 2005 | Cesana San Sicario | Sprint na 10 km            | 2.     | 0+0     | 26:44,1    | +0,3    | Siergiej Rożkow      |
| 2.  | 14 grudnia  | 2006 | Hochfilzen         | Sprint na 10 km            | 3.     | 0+0     | 25:09,8    | +6,1    | Michael Greis        |
| 3.  | 18 stycznia | 2007 | Pokljuka           | Sprint na 10 km            | 2.     | 0+0     | 22:48,0    | +6,6    | Alexander Wolf       |
| 4.  | 17 marca    | 2007 | Chanty-Mansyjsk    | Bieg pościgowy na 12,5 km  | 2.     | 0+0+2+0 | 36:55,0    | +0,6    | Maksim Czudow        |
| 5.  | 19 stycznia | 2008 | Anterselva         | Bieg pościgowy na 12,5 km  | 1.     | 1+0+0+0 | 32:46,6    | –       | –                    |
| 6.  | 20 stycznia | 2008 | Anterselva         | Bieg masowy na 15 km       | 2.     | 1+0+0+0 | 36:26,9    | +20,5   | Ole Einar Bjørndalen |
| 7.  | 18 grudnia  | 2008 | Hochfilzen         | Bieg indywidualny na 20 km | 3.     | 0+0+1+0 | 26:48,8    | +48,5   | Maksim Czudow        |
| 8.  | 23 stycznia | 2009 | Anterselva         | Sprint na 10 km            | 2.     | 0+0     | 24:56,1    | +3,6    | Emil Hegle Svendsen  |
| 9.  | 24 stycznia | 2009 | Anterselva         | Bieg pościgowy na 12,5 km  | 1.     | 0+0+1+0 | 33:19,4    | –       | –                    |
| 10. | 16 lutego   | 2010 | Whistler           | Bieg pościgowy na 12,5 km  | 1.     | 0+0+0+1 | 33:38,4    | –       | –                    |
| 11. | 18 grudnia  | 2010 | Pokljuka           | Sprint na 10 km            | 1.     | 0+0     | 27:25,9    | –       | –                    |
| 12. | 16 stycznia | 2011 | Ruhpolding         | Bieg pościgowy na 12,5 km  | 1.     | 0+0+0+0 | 31:56,6    | –       | –                    |
| 13. | 22 stycznia | 2011 | Anterselva         | Bieg masowy na 15 km       | 2.     | 0+0+1+1 | 35:50,6    | +17,2   | Martin Fourcade      |
| 14. | 17 marca    | 2011 | Oslo               | Sprint na 10 km            | 2.     | 0+0     | 26:24,8    | +10,2   | Andreas Birnbacher   |
| 15. | 12 stycznia | 2012 | Nové Město         | Bieg indywidualny na 20 km | 3.     | 0+0+0+1 | 48:33,8    | +1:14,8 | Andriej Makowiejew   |
| 16. | 11 marca    | 2012 | Ruhpolding         | Bieg masowy na 15 km       | 2.     | 0+0+0+0 | 38:28,4    | +3,0    | Martin Fourcade      |
| 17. | 6 marca     | 2014 | Pokljuka           | Sprint na 10 km            | 1.     | 0+1     | 25:03,5    | –       | –                    |
| 18. | 8 marca     | 2014 | Pokljuka           | Bieg pościgowy na 12,5 km  | 2.     | 1+1+0+0 | 31:11,4    | +8,6    | Anton Szypulin       |
| 19. | 9 marca     | 2014 | Pokljuka           | Bieg masowy na 15 km       | 1.     | 0+0+0+0 | 35:19,3    | –       | –                    |
| 20. | 16 marca    | 2014 | Kontiolahti        | Bieg pościgowy na 12,5 km  | 3.     | 0+0+1+2 | 33:57,5    | +20,4   | Johannes Thingnes Bø |
| 21. | 20 marca    | 2014 | Oslo               | Sprint na 10 km            | 3.     | 0+0     | 26:20,2    | +14,3   | Jakov Fak            |
| 22. | 22 marca    | 2014 | Oslo               | Bieg pościgowy na 12,5 km  | 2.     | 0+0+0+1 | 32:44,1    | +20,7   | Simon Eder           |

## Życie prywatne
- Jest mężem Heidi Andersson, dziewięciokrotnej mistrzyni świata w armwrestlingu z którą ma syna Dantego.